# Philemon (Gemmenschneider)
Philemon (griechisch Φιλήμων) war ein römischer Gemmenschneider, tätig wohl in Rom in den letzten Jahrzehnten der römischen Republik.
Er ist einzig von seiner Signatur auf einem Sardonyx bekannt, der heute im Kunsthistorischen Museum in Wien aufbewahrt wird. Philemon arbeitete mit a globolo-Effekten, bei denen die Motive vor allem mittels einfacher kugeliger Bohrungen herausgearbeitet wurden. Mit seiner Arbeit erinnert er an die Werke des etwa zur selben Zeit in Rom tätigen Anteros.
Das 2,5 Zentimeter große Intaglio zeigt den nackten, mit einer Keule bewaffneten Theseus in Rückenansicht, der am Ausgang des Labyrinths stehend den toten Minotauros betrachtet. Das Labyrinth ist in Form eines mit einem Tor versehenen Quaderbaus gestaltet. Der schlaffe Oberkörper des getöteten Minotauros hängt aus dem Tor herab. Rechts befindet sich die Signatur ΦΙΛΗΜΟΝΟϹ PHILEMONOS.